# Stammliste des Hauses Braganza
Die Stammliste des Hauses Braganza enthält die in der Wikipedia vertretenen Personen und wichtige Zwischenglieder dieses portugiesischen Königshauses, einer Bastardlinie des Königshauses Avis.

## Von Alfons von Braganza bis Johann IV.
1. Alfons von Braganza (1377–1461), erster Herzog von Braganza (Vorfahren siehe Stammliste des Hauses Avis bzw. Stammliste des Hauses Burgund (Portugal)) ⚭ Beatriz Pereira de Alvim (1380–1440), Tochter von Nuno Álvares Pereira
  1. Isabella von Braganza (1402–1465) ⚭ Prinz Johann von Portugal (1400–1442), Herzog von Aveiro
  2. Ferdinand I. (1403–1478), zweiter Herzog von Braganza ⚭ Johanna de Castro († 1479), Tochter von Johann de Castro
    1. Ferdinand II. (1430–1483), hingerichtet, dritter Herzog von Braganza ⚭ Isabel von Viseu (1459–1521), Tochter von Ferdinand von Portugal und Schwester von Manuel I. (Portugal)
      1. Jakob (1479–1532), vierte Herzog von Braganza ⚭ Johanna de Mendoza († 1580), Tochter von Diego de Mendoza
        1. Teodosius I. (1510–1563), fünfter Herzog von Braganza ⚭ Isabel de Lancastre († 1558)
          1. Johann I. (1543–1583), sechster Herzog von Braganza ⚭ Katharina von Portugal (1540–1614), Tochter von Prinz Eduard von Portugal (1515–1540)
            1. Saraphine  (1566–??)
            2. Teodosius II. (1568–1630), siebter Herzog von Braganza ⚭ Anna de Velasco y Giron (nach 1584–1607), Tochter von Joao Fernandez de Velasco († 1613), Herzog von Frías
              1. Johann IV. (Portugal) (1604–1656), König von Portugal ⚭ Luisa von Guzmán (1613–1666), Tochter von Johann Manuel Pérez de Guzmán
              2. Eduard (1605–1649)
              3. Alexander (1607–1637)

            3. Eduard (1569–1627)
            4. Alexander (1570–1608), Erzbischof von Évora
            5. Philipp (1581–1608)

        2. Elisabeth († 1576) ⚭ Prinz Eduard von Portugal (1515–1540), Sohn von König Manuel I. (Portugal) (1469–1521)
        3. Constantino de Bragança (1528–1575), Vizekönig von Portugiesisch-Indien ⚭ Maria de Mello (1535–1605), Tochter von Rodrigo de Mello

      2. Diniz von Braganza (1481–1516)
        1. Isabel de Lancastre († 1558) ⚭ Teodosius I. (1510–1563), fünfter Herzog von Braganza

    2. Álvaro de Bragança (1440–1504), Herr von Cadaval

## Von Johann IV. an
1. Johann IV. (Portugal) (1604–1656), König von Portugal ⚭ Luisa von Guzmán (1613–1666), Tochter von Johann Manuel Pérez de Guzmán
  1. Theodosius (1634–1652)
  2. Anna (1635)
  3. Johanna (1636–1653)
  4. Katharina von Braganza (1638–1705) ⚭ König Karl II. (England) (1630–1685)
  5. Manuel (1640)
  6. Alfons VI. (Portugal) (1643–1683) ⚭ Maria Francisca Elisabeth von Savoyen (1646–1683), Tochter von Charles Amédée de Savoie (1624–1652)
  7. Peter II. (Portugal) (1648–1706) ⚭ (I) Maria Francisca Elisabeth von Savoyen (1646–1683), Tochter von Charles Amédée de Savoie (1624–1652);  ⚭ (II) Marie Sophie von der Pfalz (1666–1699), Tochter von Philipp Wilhelm (Pfalz)
    1. (I) Elisabeth Luisa (1669–1690)
    2. (II) Johann Franz (1688)
    3. (II) Johann V. (Portugal) (1689–1750) ⚭ Maria Anna von Österreich (1683–1754), Tochter von Kaiser Leopold I. (HRR) (1640–1705)
      1. Maria Bárbara (1711–1758) ⚭ König Ferdinand VI. (Spanien) (1713–1759)
      2. Peter (1712–1714)
      3. Joseph I. (Portugal) (1714–1777) ⚭ Maria Anna Viktoria von Spanien (1718–1781), Tochter von König Philipp V. (Spanien) (1683–1746)
        1. Maria I. (Portugal) (1734–1816) ⚭ König Peter III. (Portugal) (1717–1786)
        2. Maria Anna (1736–1818)
        3. Dorothea Franziska (1739–1771)
        4. Maria Francisca Benedita von Portugal (1746–1829) ⚭ Herzog Joseph von Braganza (1761–1788)

      4. Karl (1716–1736)
      5. Peter III. (Portugal) (1717–1786) ⚭ Maria I. (Portugal) (1734–1816), Tochter von König Joseph I. (Portugal) (1714–1777)
        1. Joseph von Braganza (1761–1788) ⚭ Maria Francisca Benedita von Portugal (1746–1829), Tochter von Joseph I. (Portugal) (1714–1777)
        2. Joseph Johann (1763)
        3. Johann VI. (Portugal) (1767–1826) ⚭ Charlotte Johanna von Spanien (1775–1830), Tochter von König Karl IV. (Spanien) (1748–1819)
          1. Maria Theresia von Portugal (1793–1874) ⚭ (I) Peter Karl von Spanien (1786–1812), Sohn von Prinz Gabriel Antonio von Spanien (1752–1788); ⚭ (II) Prinz Carlos María Isidro de Borbón (1788–1855), Prätendent
          2. Franz Anton Pio (1795–1801), vierter Fürst von Beira (Portugal)
          3. Maria Isabella von Portugal (1797–1818) ⚭ König Ferdinand VII. (Spanien) (1784–1833)
          4. Peter IV. (Portugal) (1798–1834), als Peter I. Kaiser von Brasilien ⚭ I) Maria Leopoldine von Österreich (1797–1826), Tochter von Kaiser Franz II. (HRR) (1768–1835), ⚭ II) Amélie von Leuchtenberg (1812–1873), Tochter von Eugène de Beauharnais (1781–1824)
            1. I) Maria II. (Portugal) (1819–1853) ⚭ Ferdinand II. (Portugal) (1816–1885) (Nachfahren siehe Stammliste des Hauses Wettin #Haus Sachsen-Coburg-Braganza)
            2. I) Michael (1820)
            3. I) Johann Karl (1821–1822)
            4. I) Januaria Maria von Portugal (1822–1901) ⚭ Luigi Carlo, Herzog von Aquilia (1824–1897), Sohn von König Franz I. (Sizilien) (1777–1830)
            5. I) Paula Mariana (1823–1833)
            6. I) Franziska Caroline von Portugal (1824–1898) ⚭ François d’Orléans, prince de Joinville (1818–1900)
            7. I) Peter II. (Brasilien) (1825–1891) ⚭ Teresa Maria Cristina von Neapel-Sizilien (1822–1889), Tochter von Franz I. (Sizilien) (1777–1830)
              1. Alfons (1845–1847)
              2. Isabella von Brasilien (1846–1921) ⚭ Marschall Gaston d’Orléans, comte d’Eu (1842–1922)
              3. Leopoldina von Brasilien (1847–1871) ⚭ Admiral Ludwig August von Sachsen-Coburg und Gotha (1845–1907)
              4. Pedro (1848–1850)

            8. II) Maria Amalia von Portugal (1831–1853)

          5. Maria Francesca de Bragança (1800–1834) ⚭ Prinz Carlos María Isidro de Borbón (1788–1855), Prätendent
          6. Elisabeth Maria von Portugal (1801–1876), Regentin
          7. Michael I. (Portugal) (1802–1866) ⚭ Adelheid von Löwenstein-Wertheim-Rosenberg (1831–1909), Tochter von Erbprinz Konstantin zu Löwenstein-Wertheim-Rosenberg (1802–1838)
            1. Maria das Nieves von Portugal (1852–1941) ⚭ Prinz Alfonso Carlos de Borbón (1849–1936), Prätendent
            2. Michael Maria Carlos (1853–1927), Herzog von Braganza ⚭ (I) Elisabeth von Thurn und Taxis (1860–1881), Tochter von Maximilian Anton von Thurn und Taxis (1831–1867); ⚭ (II) Maria Theresia zu Löwenstein-Wertheim-Rosenberg (1870–1935), Tochter von Karl Heinrich zu Löwenstein-Wertheim-Rosenberg (1834–1921)
              1. (I) Miguel Maximiliano (1878–1923)
              2. (I) Maria Theresa Carolina (1881–1945)
              3. (II) Isabel Maria Alberta (1894–1970) ⚭ Franz Joseph von Thurn und Taxis (1893–1971)
              4. (II) Maria Anna Rafaela (1899–1971) ⚭ Karl August von Thurn und Taxis (1898–1982)
              5. (II) Duarte Nuno (1907–1976), Herzog von Braganza ⚭ Maria Francisca von Orleans und Braganza (1914–1968), Tochter von Pedro d'Orléans-Braganza (1875–1940)
                1. Duarte Pio (* 1945), Herzog von Braganza
                  1. Afonso (* 1996)
                  2. Maria Francisca (* 1997)
                  3. Diniz (* 1999)

              6. (II) Maria Adelaide (* 1912)

            3. Maria Theresa von Portugal (1855–1944) ⚭ Erzherzog Karl Ludwig von Österreich (1833–1896)
            4. Maria José von Portugal (1857–1943) ⚭ Herzog Karl Theodor in Bayern (1839–1909)
            5. Adelgunde von Portugal (1858–1946) ⚭ Heinrich von Bourbon-Parma (1851–1905), Sohn von Herzog Karl III. (Parma) (1823–1854)
            6. Maria Anna von Portugal (1861–1942) ⚭ Großherzog Wilhelm IV. (Luxemburg) (1852–1912)
            7. Maria Antonia von Portugal (1862–1959) ⚭ Herzog Robert I. (Parma) (1848–1907)

          8. Maria Assunção (1805–1834)
          9. Anna da Jesus (1806–1857) ⚭ Herzog Nuno José Severo de Mendonça Rolim de Moura Barreto (1804–1875)

        4. Maria Anna (1768–1788) ⚭ Prinz Gabriel Antonio von Spanien (1752–1788), Sohn König Karl III. (Spanien) (1716–1788)
        5. Maria Clementine (1774–1776)
        6. Maria Isabel (1776–1777)

      6. Alexander Franz (1718–1728)
      7. Josephine (1720–1801)

    4. (II) Franz Xaver (1691–1742), siebter Herzog von Beja
    5. (II) Franziska Xaviera (1694–169?)
    6. (II) Anton Franz (1695–1757)
    7. (II) Theresa Maria (1696–1704)
    8. (II) Manuel Joseph (1697–1766)
    9. (II) Franziska Josepha (1699–1756)